# Петрешти (Горж)
Петрешти (рум. Petrești) насеље је у Румунији у округу Горж у општини Барбатешти. Oпштина се налази на надморској висини од 184 m.

## Становништво
Према подацима из 2002. године у насељу је живело 541 становника, од којих су сви румунске националности.